# Kenyon Cox

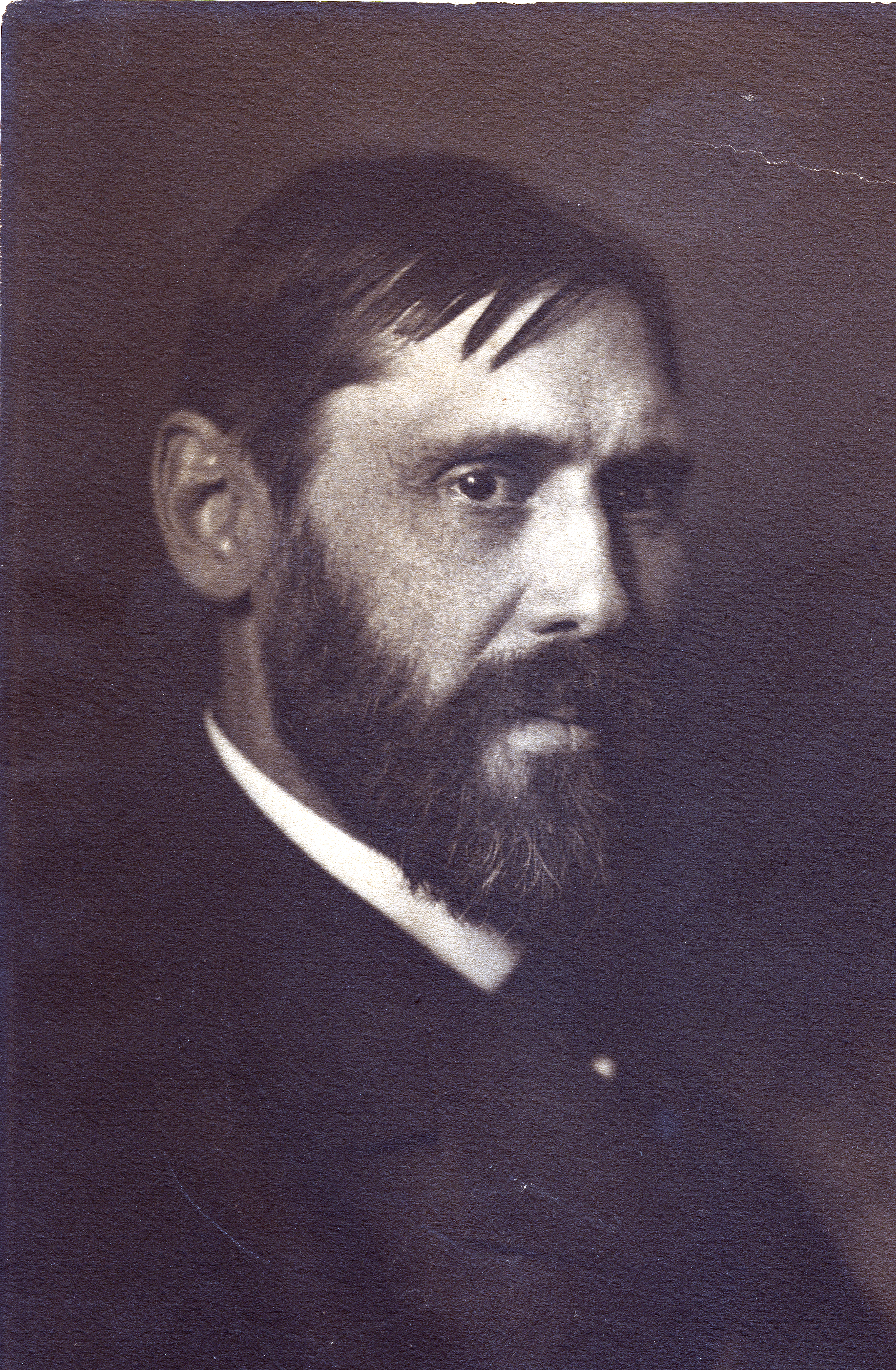
Kenyon Cox in 1896

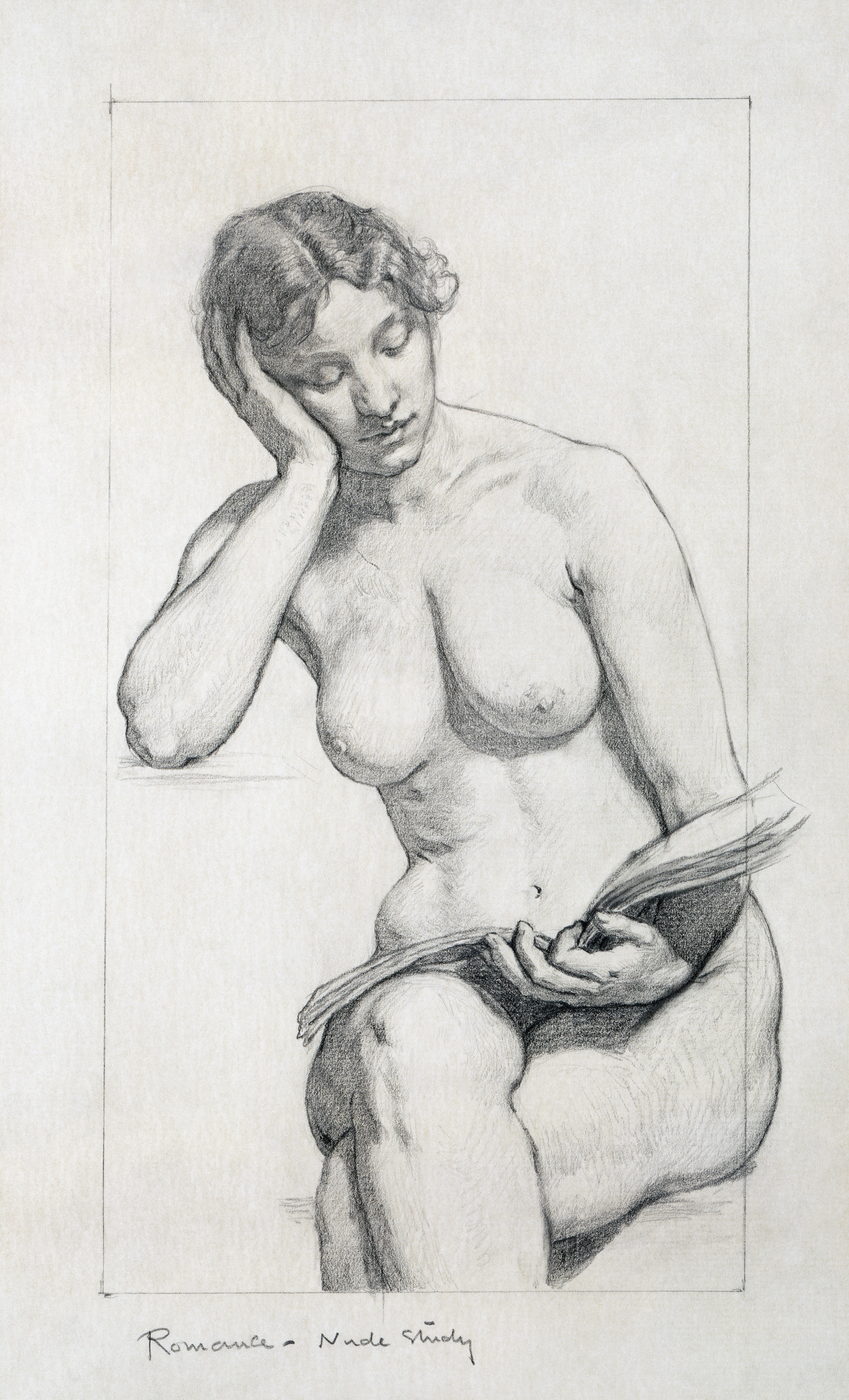
Kenyon Cox, naaktstudie

Kenyon Cox (Warren (Ohio), 27 oktober 1856 - New York, 17 maart 1919) was een Amerikaanse kunstschilder, illustrator, kunstcriticus en dichter.
Hij studeerde aan de McMicken School (tegenwoordig bekend als de Art Academy of Cincinnati) om vervolgens verder te studeren aan de Pennsylvania Academy of the Fine Arts in Philadelphia. In 1877 vertrok hij naar Parijs om bij Carolus-Duran en Jean-Léon Gérôme in de leer te gaan. Hierna studeerde hij aan de École des Beaux-Arts. In 1878 ging hij naar Italië, waar hij kennismaakte met de kunst van de Italiaanse renaissance.
In de tijd van Cox ontstonden er allerlei nieuwe kunststromingen zoals het modernisme, het kubisme, les Fauves en het expressionisme. Cox bleef echter realistische landschappen en naaktportretten. Ook tekende hij illustraties voor tijdschriften en advertenties en maakte hij de muurschilderingen voor het Wisconsin State Capitol en de Library of Congress.
- Bibliothèque nationale de France: cb13336784z (data)
- Gemeinsame Normdatei: 119381699
- International Standard Name Identifier: 0000 0000 8148 9127
- Library of Congress Control Number: n80022985
- Nationale bibliotheek van Australië: 35031803
- Nationale Bibliotheek van Israël: 987007280396705171
- Nederlandse Thesaurus van Auteursnamen: 073145440
- RKD-Nederlands Instituut voor Kunstgeschiedenis: 18875
- SNAC: w6sq923s
- Système universitaire de documentation: 035789778
- Trove: 804535
- Union List of Artist Names: 500015454
- Virtual International Authority File: 69077104
- WorldCat: E39PBJp63WP367tthF8XgKymVC